# Parti National Indépendant
De Parti National Indépendant (Duits: Unabhängige Nationalpartei, Luxemburgs: Onofhängeg Nationalpartei, Nederlands: Nationale Onafhankelijkheidspartij), was een partij in het Groothertogdom Luxemburg.
De PNI was een populistische partij die in 1918 werd opgericht door oud-leden van de Parti de la Droite (Rechtse Partij) en enkele liberalen. De bekendste oprichter van de PNI was Pierre Prüm, voorheen medeoprichter van de PD. Prüm werd tot voorzitter van de PNI gekozen. Naast Prüm kende de PNI nog een bekend lid, namelijk Hubert Loutsch, premier van Luxemburg van 1915 tot 1916.
De invoering van het algemeen, enkelvoudig kiesrecht voor mannen en vrouwen in 1918 legde de partij geen windeieren en bij de eerste parlementsverkiezingen op basis van het algemeen kiesrecht en evenredige vertegenwoordiging in oktober 1919 zorgde ervoor dat de PNI met drie personen in de Kamer van Afgevaardigden haar intrede deed. Bij de parlementsverkiezingen van 1922 won de PNI één zetel en kwam het aantal PNI parlementariërs op vier leden. Bij de parlementsverkiezingen van 1925 verloor de PNI één zetel en viel terug op drie zetels in de Kamer van Afgevaardigden. De Parti de la Droite (PD) verloor echter haar meerderheid in de Kamer en de PNI slaagde erin om met de liberale partijen en Onafhankelijk Links een coalitie te vormen. Pierre Prüm werd premier. De coalitie werd vanuit het Luxemburgse parlement gesteund door de Lëtzebuerger Sozialistesch Aarbechterpartei (Luxemburgse Socialistische Arbeiderspartij).
Om de Lëtzebuerger Sozialistesch Aarbechterpartei (LSAP) te belonen voor haan steun aan het kabinet, besloot de regering in 1926 het minimumloon te verhogen. De liberale coalitiegenoten van de PNI, die de middenklassen en de werkegevers vertegenwoordigden, zagen hier niets in. De liberalen traden uit de regering, waardoor deze zich niet meer kon handhaven. Prüm diende op 22 juni 1926 zijn ontslag in. PD-leider Joseph Bech vormde daarop een kabinet bestaande uit de PD en Onafhankelijk Links.
Bij de parlementsverkiezingen van 1928 behaalde de PNI nog maar één zetel. Bij de parlementsverkiezingen van 1931 verloor de PNI ook haar laatste zetel in de Kamer van Afgevaardigden. De partij werd hierna ontbonden.
Tijdens de Tweede Wereldoorlog sloten veel oud-PNI-leden zich aan de bij de met Nazi's collaborerende Volksdeutsche Bewegung.

## Verkiezingsresultaten1919-1931
| 1919 | 3 | 48 |
| 1922 | 4 | 48 |
| 1925 | 3 | 47 |
| 1928 | 1 | 52 |
| 1931 | 0 | 54 |

## Voorzitter
- Pierre Prüm — 1918-1931

## Verwijzing
1. ↑  Tatsachen aus der Geschichte des Luxemburger Landes, door: Dr. P.J. Muller (1968), blz. 339